# Cantón de Maintenon
El cantón de Maintenon era una división administrativa francesa, que estaba situada en el departamento de Eure y Loir y la región de Centro-Valle de Loira.

## Composición
El cantón estaba formado por diecinueve comunas:
- Bailleau-Armenonville
- Bleury-Saint-Symphorien
- Bouglainval
- Chartainvilliers
- Droue-sur-Drouette
- Écrosnes
- Épernon
- Gallardon
- Gas
- Hanches
- Houx
- Maintenon
- Mévoisins
- Pierres
- Saint-Martin-de-Nigelles
- Saint-Piat
- Soulaires
- Yermenonville
- Ymeray

## Supresión del cantón de Maintenon
En aplicación del Decreto n.º 2014-231 de 24 de febrero de 2014, el cantón de Maintenon fue suprimido el 22 de marzo de 2015 y sus 19 comunas pasaron a formar parte; trece del nuevo cantón de Épernay y seis del nuevo cantón de Auneau.